# Карашатобе
Карашатобе́ (каз. Қарашатөбе) — село у складі Амангельдинського району Костанайської області Казахстану. Входить до складу Урпецького сільського округу.
Населення — 45 осіб (2021; 88 у 2009, 302 у 1999, 111 у 1989).